# Maximilian Adolph von Stentzsch
Maximilian Adolph von Stentzsch (auch von Stentsch); (* 9. August 1725; † 1783) war ein preußischer Landrat.

## Leben
Maximilian Adolph von Stentzsch war Erbherr auf Prittag im Landkreis Grünberg in Schlesien. 1752 trat er die Nachfolge von Gustav Christian von Prittwitz und Gaffron als Landrat des Landkreises Grünberg an. Das Amt als Landrat übte er bis zu seinem Tod im Jahr 1783 aus, sein Nachfolger wurde Friedrich Gottlob von Kottwitz.

## Persönliches
Maximilian Adolph von Stentzsch, der kinderlos geblieben war, adoptierte am 13. Oktober 1773, mit Genehmigung der Behörden und dem eigenen Einverständnis, Johann Ernst von Stentzsch (1750–1834). Er war der Sohn der Eheleute Ernst Rudolph von Schweinichen (1695–1753) und der Sophia Elisabeth (1724–1794), geb. von Stoessel. Johann Ernst von Stentzsch war zwischen 1790 und 1814 ebenfalls Landrat im Kreis Grünberg.

## Ergänzendes
Maximilian Adolph von Stentzsch war offenbar 
sehr erfolgreich, denn er galt als einer der „drei beliebtesten schlesischen Landräte“ von Friedrich II. Außerdem war er auch der Stifter der neuen evangelischen Kirche „Himmelfahrt der seligen Jungfrau Maria“ in Prittag (polnisch Przytok), die zwischen 1776 und 1778 erbaut wurde und bis zu 600 Personen aufnehmen konnte.